# Henry Eyring
 (juin 2025).
Henry Eyring (né le 20 février 1901 et mort le 26 décembre 1981) est un chimiste théoricien américain.
Henry Eyring est un auteur scientifique prolifique : plus de 600 articles scientifiques et une dizaine de livres. Il est également l'auteur de quelques ouvrages traitant à la fois de science et de religion.

## Travaux scientifiques
Les principales contributions scientifiques de Henry Eyring concernent la cinétique chimique et les intermédiaires réactionnels. Il est notamment l'auteur de la théorie du complexe activé et de l'équation d'Eyring.

## Récompenses et distinctions
- Prix Newcomb-Cleveland de l'Association américaine pour l'avancement des sciences en 1932[1]
- Prix Peter-Debye en chimie physique en 1964[2]
- National Medal of Science en 1966, pour avoir développé la théorie de la vitesse absolue des réactions chimiques.
- Prix Irving-Langmuir en chimie physique en 1968[3]
- Prix Willard-Gibbs en 1968
- Médaille Linus-Pauling en 1969
- Prix Cresson de l'Institut Franklin en 1969
- Médaille Theodore-William-Richards en 1975[4]
- Médaille Priestley en 1975
- Médaille Berzelius en 1979
- Prix Wolf en 1980

- Il est élu président de l'American Chemical Society en 1963 et de l'Association américaine pour l'avancement des sciences en 1965